# Локалита Вјаца Нуова (Равена)
Локалита Вјаца Нуова је насеље у Италији у округу Равена, региону Емилија-Ромања.
Према процени из 2011. у насељу је живело 26 становника. Насеље се налази на надморској висини од 3 м.